# بروسوس (دهانه)
بروسوس یک دهانه برخوردی در ماه‌ است.

## دهانه‌های اقماری
این دهانه ۳ دهانه اقماری دارد.
| Berosus | عرض جغرافیایی | طول جغرافیایی | قطر          |
| ------- | ------------- | ------------- | ------------ |
| A       | ۳۳.۱° N       | ۶۸.۱° E       | ۱۲.۰ کیلومتر |
| K       | ۳۲.۱° N       | ۷۰.۹° E       | ۶.۰ کیلومتر  |
| F       | ۳۴.۰° N       | ۶۶.۶° E       | ۲۲.۰ کیلومتر |